# Katastrofa lotu Pan Am 816
Katastrofa lotu Pan Am 816 wydarzyła się 22 lipca 1973 roku na Oceanie Spokojnym, u wybrzeży Tahiti. W katastrofie Boeinga 707-321B należącego do linii Pan Am zginęło 78 osób, a ranna została 1 osoba.

## Wypadek
Boeing 707-321B (nr rej. N417PA) odbywał lot na trasie Auckland – Papeete – Los Angeles. Na pokładzie samolotu znajdowało się 79 osób (69 pasażerów i 10 członków załogi). O godzinie 22:05 maszyna wystartowała z lotniska Faa'a International Airport w lot do Los Angeles. Po starcie Boeing wzniósł się na wysokość 91 metrów, po czym, zaledwie 30 sekund po starcie, gwałtownie przechylił się na lewą stronę i runął do Oceanu Spokojnego. Spośród 79 osób na pokładzie ocalał jeden z pasażerów – Neil James Campbell.

## Przyczyna
Przyczyny katastrofy oficjalnie nigdy nie zostały ustalone. Wrak Boeinga osiadł na głębokości 700 metrów i nigdy nie został wydobyty, i nie odnaleziono czarnej skrzynki. Nieoficjalnie sugeruje się, że przyczyną katastrofy lotu 816 była awaria układu sterowniczego samolotu.